# Eligiusz Pukownik
Eligiusz Pukownik (ur. 30 czerwca 1962) – polski lekkoatleta, specjalizujący się w rzucie dyskiem, medalista mistrzostw Polski, reprezentant Polski.

## Kariera sportowa
Występował w barwach Zawiszy Bydgoszcz.
Na mistrzostwach Polski seniorów zdobył dwa srebrne medale w rzucie dyskiem: w 1984 i 1987. 
Reprezentował Polskę na mistrzostwach Europy juniorów w 1981, zajmując 8. miejsce w rzucie dyskiem, z wynikiem 51,86. W 1983 debiutował w reprezentacji Polski w meczu międzypaństwowym.
Rekord życiowy w rzucie dyskiem: 64,34 (18.09.1985). 